# رابرت ری‌چارد
رابرت ری‌چارد (به انگلیسی: Robert Ri'chard) (زاده ۷ ژانویه ۱۹۸۳) بازیگر آمریکایی است.
از فیلم‌های معروف او می‌توان به بازی در فیلم مربی کارتر و روشنش کن اشاره کرد.